# Andrzej Bętkowski

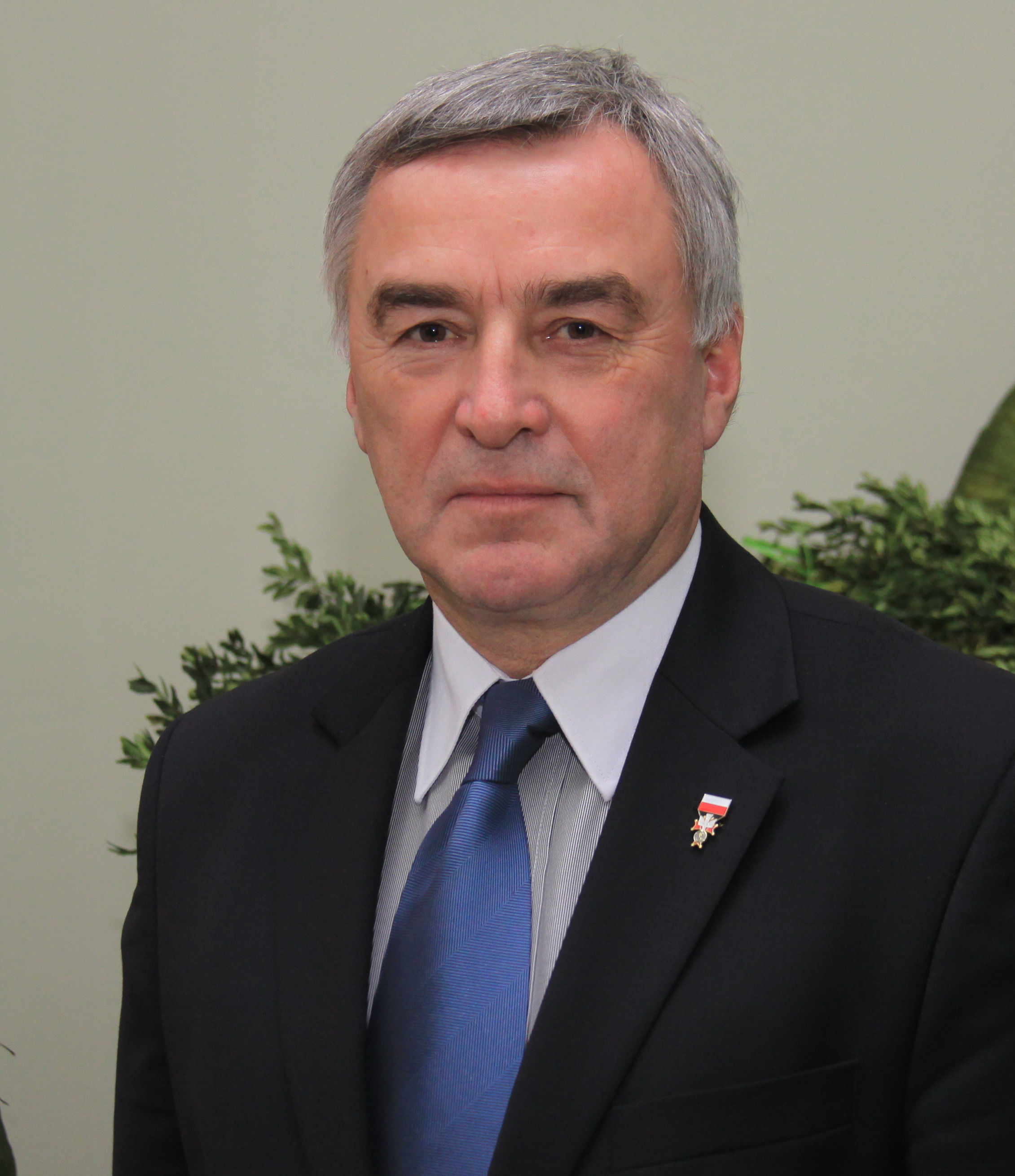
Andrzej Bętkowski, 2012

Andrzej Krzysztof Bętkowski (* 28. Dezember 1951 in Skarżysko-Kamienna) ist ein polnischer Politiker, Kommunalpolitiker und seit 2007 Abgeordneter des Sejm in der VI. Wahlperiode.

## Leben
Er beendete sein Studium an der Akademie für Sporterziehung in Krakau. Von 1975 bis 1990 war er Sportlehrer und Leichtathletiktrainer. 1990 begann er eine eigene Firma zu betreiben. 1998 und von 2006 bis 2007 war er Abgeordneter des Sejmik in der Woiwodschaft Świętokrzyskie (Heiligkreuz). In den Jahren 2002 bis 2006 war er Kreisrat im Powiat Skarżyski. Von 1999 bis 2002 war er Starosta dieses Landkreises.
Bei den Parlamentswahlen 2007 wurde er mit 3.112 Stimmen über die Liste der Prawo i Sprawiedliwość (Recht und Gerechtigkeit – PiS) Abgeordneter des Sejm für den Wahlkreis Kielce. Er ist Mitglied der Sejm-Kommissionen für Infrastruktur sowie Verteidigung.